# Wołyńce (gromada w powiecie sokólskim)
Wołyńce – dawna gromada, czyli najmniejsza jednostka podziału terytorialnego Polskiej Rzeczypospolitej Ludowej w latach 1954–1972.
Gromady, z gromadzkimi radami narodowymi (GRN) jako organami władzy najniższego stopnia na wsi, funkcjonowały od reformy reorganizującej administrację wiejską przeprowadzonej jesienią 1954 do momentu ich zniesienia z dniem 1 stycznia 1973, tym samym wypierając organizację gminną w latach 1954–1972.
Gromadę Wołyńce z siedzibą GRN w Wołyńcach utworzono – jako jedną z 8759 gromad – w powiecie sokólskim w woj. białostockim, na mocy uchwały nr 22/V WRN w Białymstoku z dnia 4 października 1954. W skład jednostki weszły obszary dotychczasowych gromad Wołyńce, Saczkowce, Kuścińce i Wyzgi ze zniesionej gminy Kuźnica, gromad Pohorany i Milenkowce ze zniesionej gminy Zalesie oraz miejscowości Dubnica kolonia i Olchowniki kolonia z dotychczasowej gromady Chworościany ze zniesionej gminy Nowy Dwór w tymże powiecie. Dla gromady ustalono 10 członków gromadzkiej rady narodowej.
1 stycznia 1958 gromadę Wołyńce zniesiono, włączając jej obszar do gromad Kuźnica (wsie Kuścińce, Wołyńce, Saczkowce i Wyzgi oraz kolonię Dubnica i kolonię Kuścin) i Zalesie (wsie Pohorany i Milenkowce, kolonię Olchowniki, kolonię Krzysztoforowo, kolonię Sterpejki, kolonię Zajzdra i PGR Krzysztoforowo).